# Braco’s Banking House

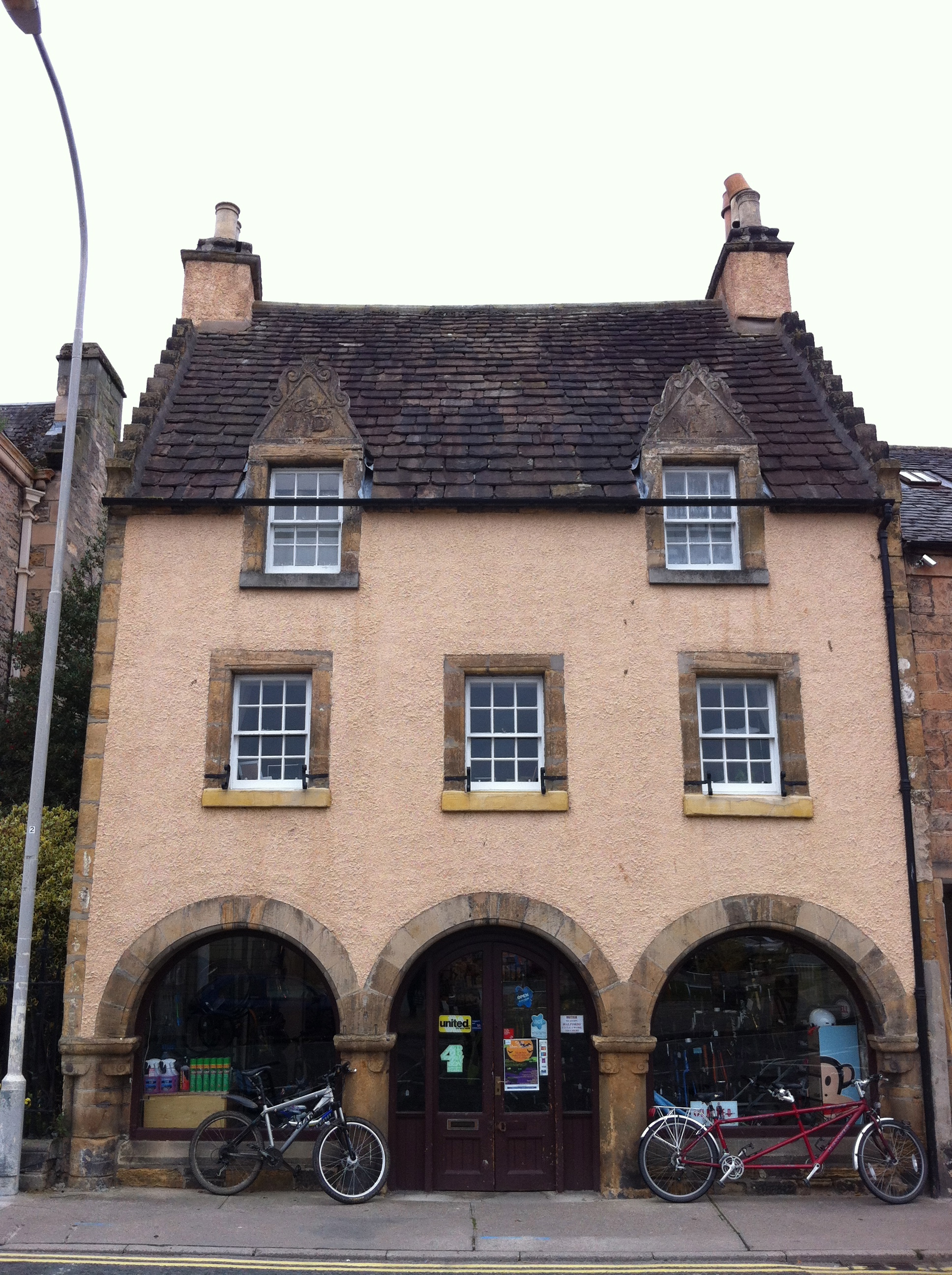
Braco’s Banking House

Braco’s Banking House ist ein Wohn- und Geschäftsgebäude in der schottischen Kleinstadt Elgin in der Council Area Moray. 1971 wurde das Bauwerk in die schottischen Denkmallisten in der höchsten Denkmalkategorie A aufgenommen.

## Geschichte
Das Gebäude wurde ursprünglich für John Duncan und Margaret Innes errichtet, deren Initialen auf einer Tafel verewigt sind, welche das Baujahr 1694 ausweist. Zwischen 1703 und 1722 betrieb der Bankier und Kaufmann William Duff of Dipple and Braco, Vater von William Duff, 1. Earl Fife, in dem Gebäude eine Bank, wovon heute noch der Gebäudename zeugt. Heute ist dort ein Ladengeschäft sowie eine Wohneinheit eingerichtet. Um 1976 wurde das Gebäude restauriert.

## Beschreibung
Das dreigeschossige Gebäude steht an der Einmündung der College Street in die High Street nahe dem Elgin Museum. Die südexponierte Hauptfassade des dreigeschossigen Gebäudes ist drei Achsen weit. Seine Fassaden sind mit Harl verputzt, wobei Natursteineinfassungen abgesetzt sind. Ebenerdig verläuft eine rundbogige Arkade entlang der Fassade. Sie ist mit gedrungenen Säulen mit primitiven ionischen Details ausgeführt. Die äußeren Bogen sind mit flächigen Schaufenstern bestückt, wären die Eingangstüre den Zentralbogen einnimmt. In den oberen Geschossen sind zwölfteilig Sprossenfenster eingelassen, wobei die beiden Fenster des zweiten Obergeschosses als Lukarne mit ornamentierten Giebeln ausgeführt sind. Das Satteldach ist mit Steinplatten eingedeckt, die möglicherweise aus einem Steinbruch in New Spynie stammen. Seine Giebel sind als Staffelgiebel ausgeführt. Rückwärtig setzt sich ein zweigeschossiger Flügel fort.